# Kaboïla
Kaboïla is een gemeente (commune) in de regio Sikasso in Mali. De gemeente telt 27.300 inwoners (2009).
De gemeente bestaat uit de volgende plaatsen:
- Bemabougou
- Coulibalybougou
- Dadoumabougou
- Dalle
- Diassadiè
- Donièna
- Facoribougou
- Faférébaga-Diassa
- Farakoba
- Fatia
- Ganadougou
- Kaboïla
- Kawaye
- Kogodoni
- M'Pémasso
- Madoubougou
- Mandela
- Mogoyébougou
- N'Galamadogobougou
- Niankorobougou
- Niélépebougou
- Ouahibéra
- Sanakero
- Souleymanebougou
- Yatialé
- Zangubougou